# فورد ماوریک (آمریکایی)
فورد ماوریک یک خودرو کامپکت بود که توسط فورد از آوریل سال۱۹۶۹ تا ۱۹۷۷در ایالات متحده آمریکا و ونزوئلا (اولین کشور خارج از ایالات متحده) کانادا و مکزیک و از سال ۱۹۷۳ تا ۱۹۷۹ در برزیل تولید می‌شده است. این خودرو به صورت دو در و با قیمت ۱۹۹۵ دلار به بازار عرضه شد و در طراحی آن ملاک ارزان بودن ساخت و عمر طولانی مد نظر بوده‌است.
نام ماوریک از حیوانات سرچشمه گرفته‌است. لوگو نام خودرو طوری طراحی شده بود که شاخ‌های یک گاو را تداعی کند.

## نگارخانه

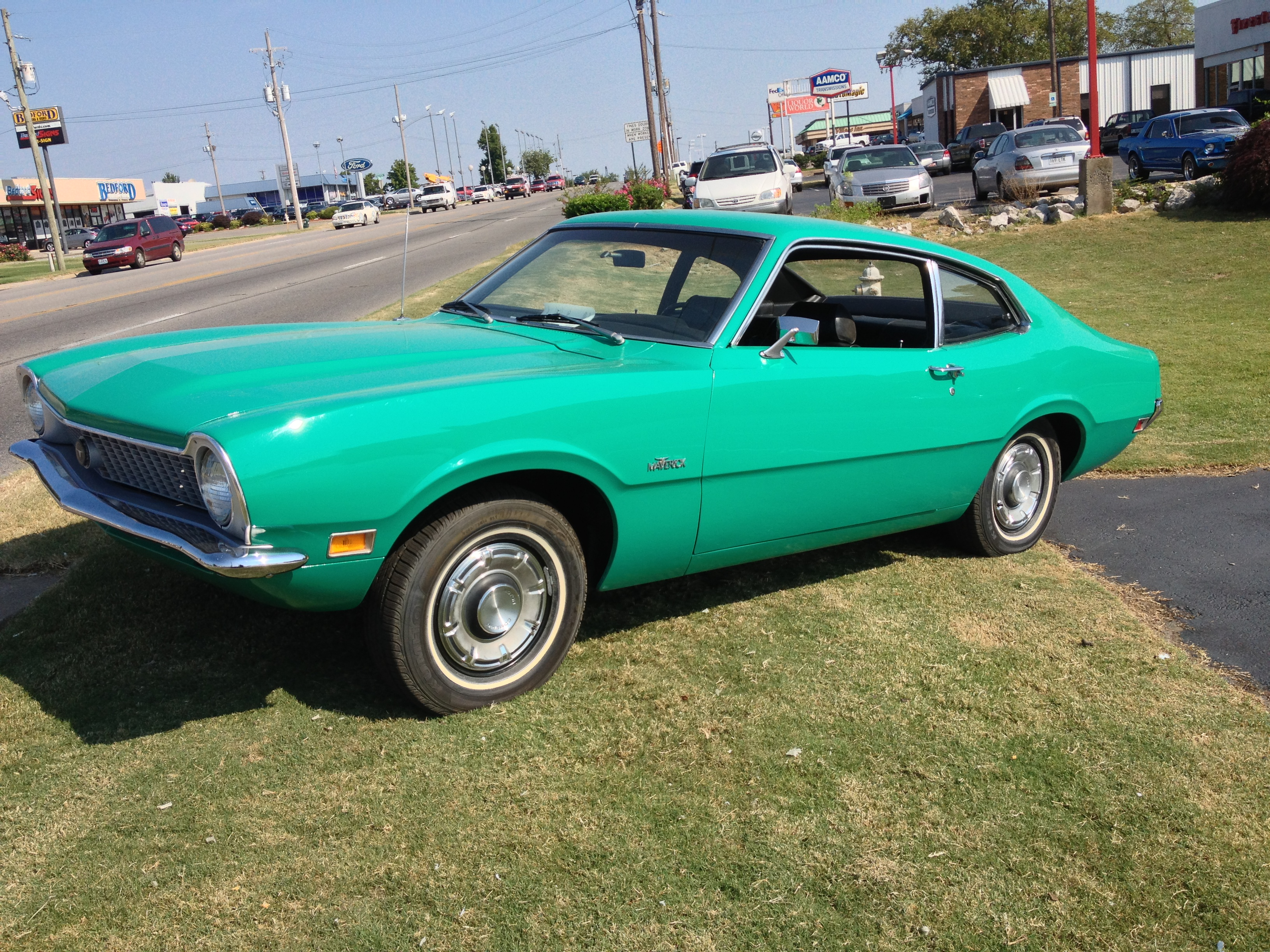
۱۹۷۰–۱۹۷۲ماوریک فورد ۲-درب سدان
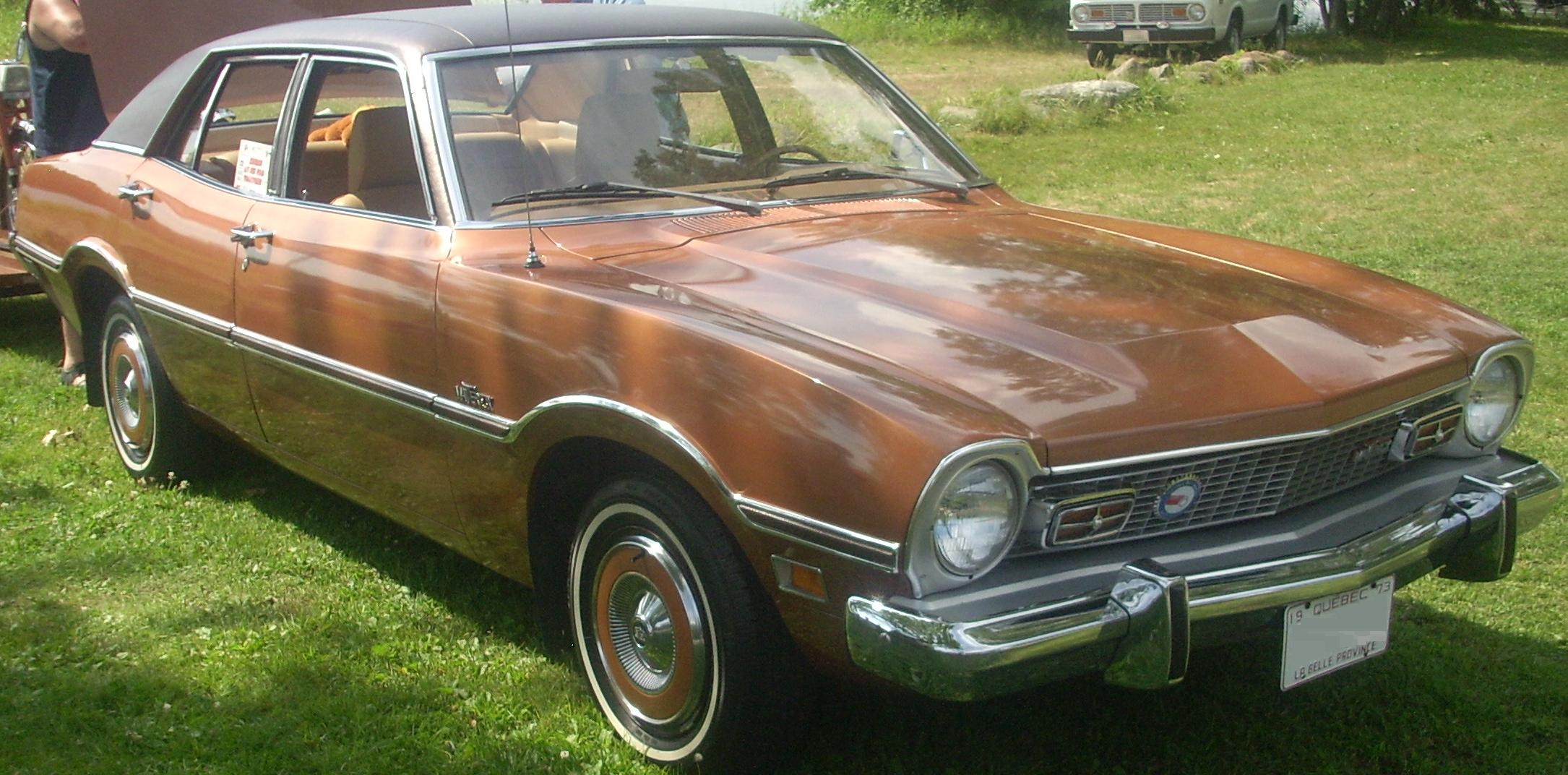
۱۹۷۳ ماوریک فورد سدان ۴ درب
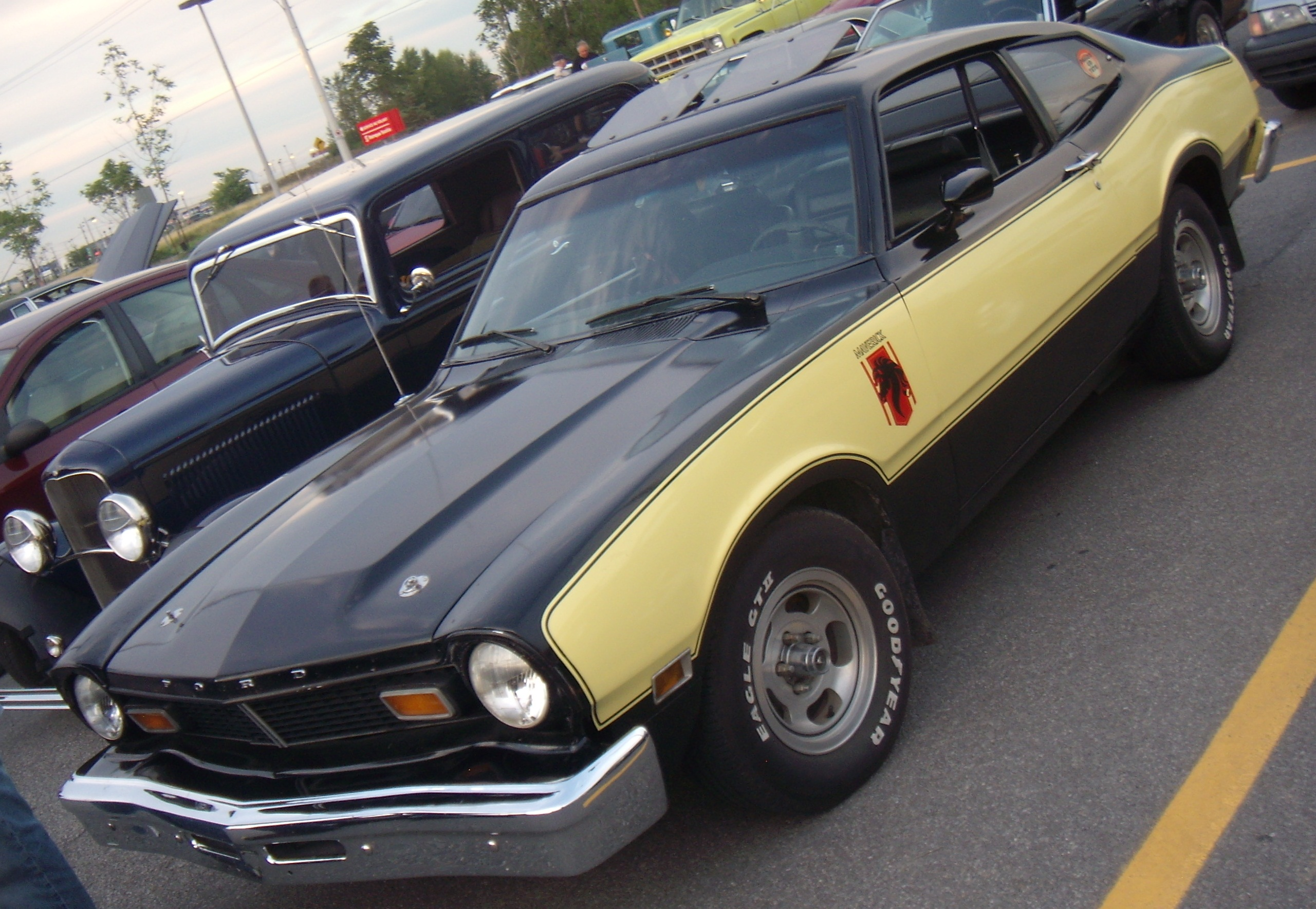
۱۹۷۷ ماوریک فورد ۲-درب سدان